# Axel Seyler
Axel Seyler (* 1939 in Bielefeld) ist ein deutscher akademischer Bildhauer. Er ist Mitglied des Deutschen Werkbundes.

## Biografie

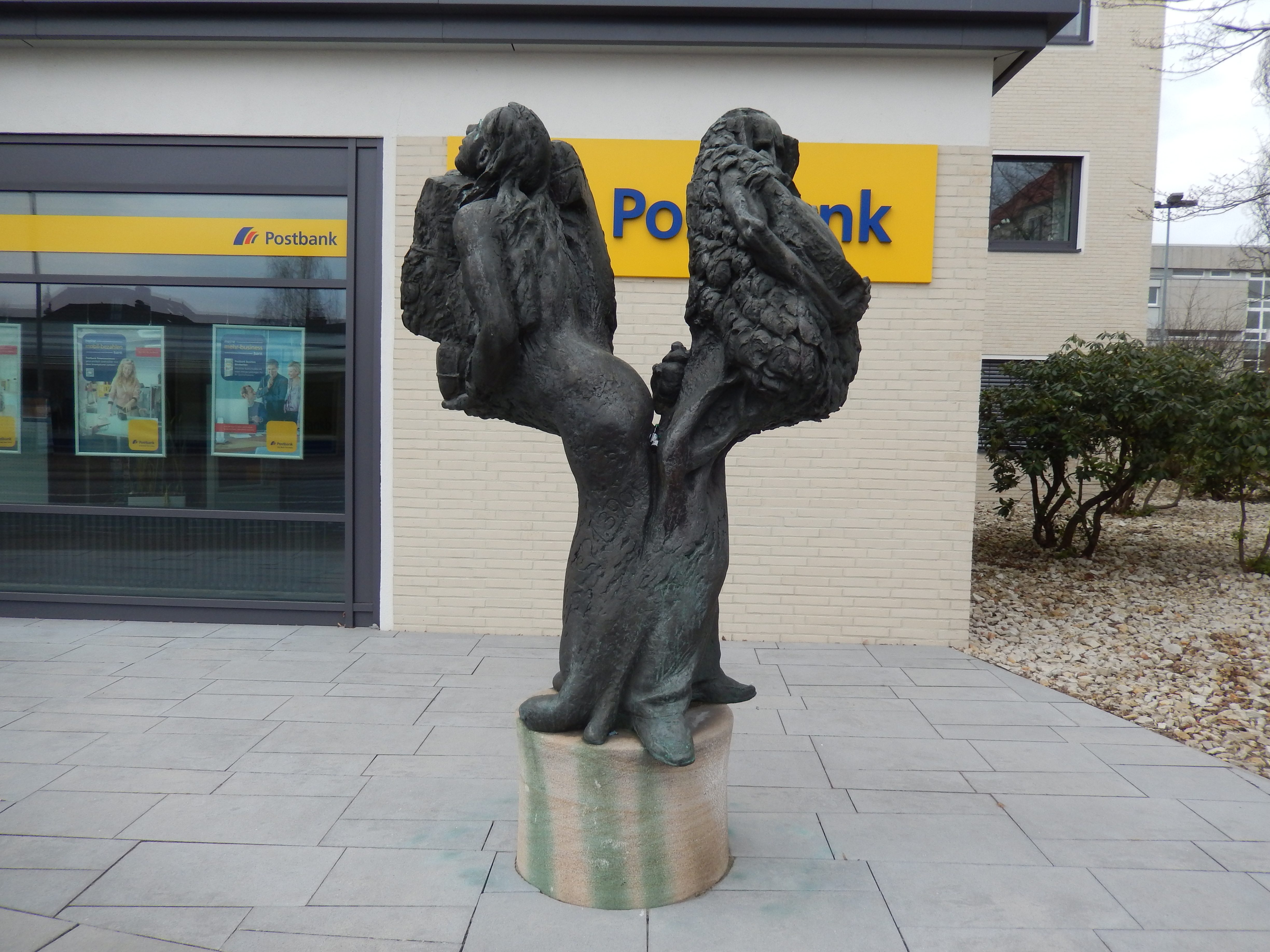
Skulptur "Die Trennung" in Nienburg/Weser

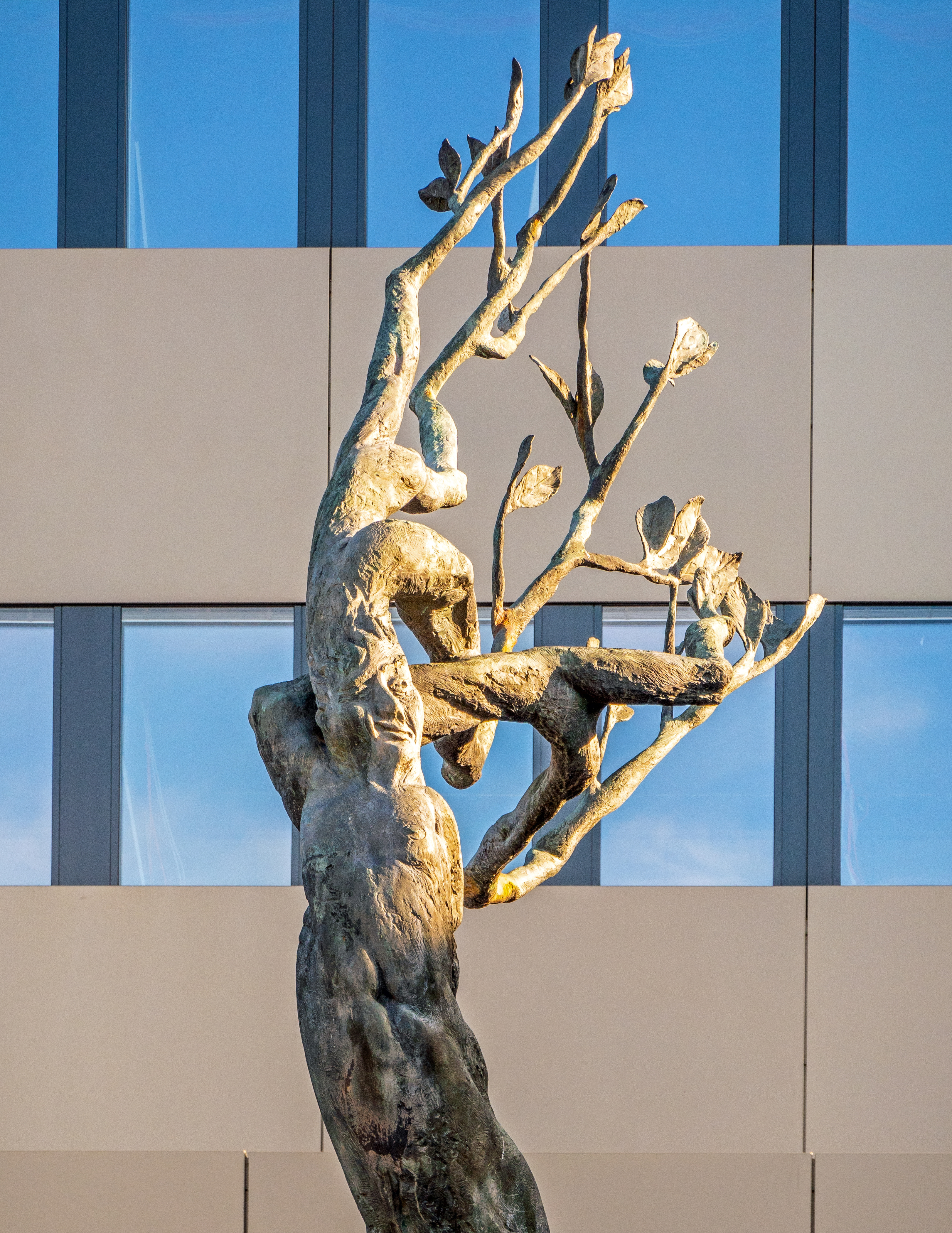
Skulptur "Salzufler Lebensbaum" in Bad Salzuflen

Axel Seyler studierte Bildhauerei an der Werkkunstschule Bielefeld und war dann in der Industrie im grafischen Gewerbe tätig. Es folgte ein Bildhauereistudium an der Hochschule der Künste in Berlin bei Bernhard Heiliger. 
Seyler setzte sich mit Architektur, Kunstgeschichte und Musik auseinander. Er studierte auch Bildhauerei bei Gustav Seitz und Kunstpädagogik an der Hochschule für bildende Künste Hamburg (Werkfächer: Keramik, Holz, Fotografie). 
Von 1968 bis 1974 arbeitete er als Assistent von Jürgen Weber an der Architekturabteilung der Technischen Universität Braunschweig (Lehrstuhl für elementares Formen). 
Von 1974 bis 2004 war er Professor für Plastisches Gestalten und Gestaltpsychologie im Fachbereich Architektur/Innenarchitektur der Fachhochschule Lippe und Höxter (heute: Hochschule Ostwestfalen-Lippe) in Detmold. Er lehrte in Grundlagen der Wahrnehmung am Fachbereich Medienproduktion der Fachhochschule Lippe und Höxter in Lemgo sowie Wahrnehmungspsychologie an der Lessing-Hochschule zu Berlin. 
Wissenschaftliche Arbeiten lieferte er im Bereich der Wahrnehmungspsychologie und Gestalttheorie, plastische Werke im Bereich Kunst am Bau, Design und künstlerischer Lehmbau.
Aktuell bearbeitet er mit seinen Skulpturen die Lutherthematik im Rahmen des Reformationsjubiläums.

## Veröffentlichungen
- Anwendung der Gestaltpsychologie. Lemgo 1995
- Wahrnehmen und Falschnehmen. Praxis der Gestaltpsychologie. Formkriterien für Architekten, Designer und Kunstpädagogen. Hilfen für den Umgang mit Kunst. Anabas, Frankfurt/Main 2003, 2. Auflage; ISBN 3-87038-354-2